# Kunst in den Vereinigten Staaten
Die Kunst in den Vereinigten Staaten löste sich im 20. Jahrhundert von den Vorbildern der Alten Welt. Die unterschiedlichen kulturellen Disziplinen wurden in neue Richtungen erweitert – mit eindrucksvollen und innovativen Ergebnissen.
Musik, Film, Theater, Tanz und Architektur, ebenso wie andere Arten künstlerischen Ausdrucks wurden angereichert und verändert. Zur zeitgenössischen Kunst- und Unterhaltungsszene in den USA gehörten die Verjüngung der Musik, Neuentwicklungen im Modernen Tanz, die Verwendung ureigener amerikanischer Themen im Theater, die studiounabhängige Filmproduktion in ihrer ganzen Bandbreite und die Globalisierung der Bildenden Künste.

## Architektur

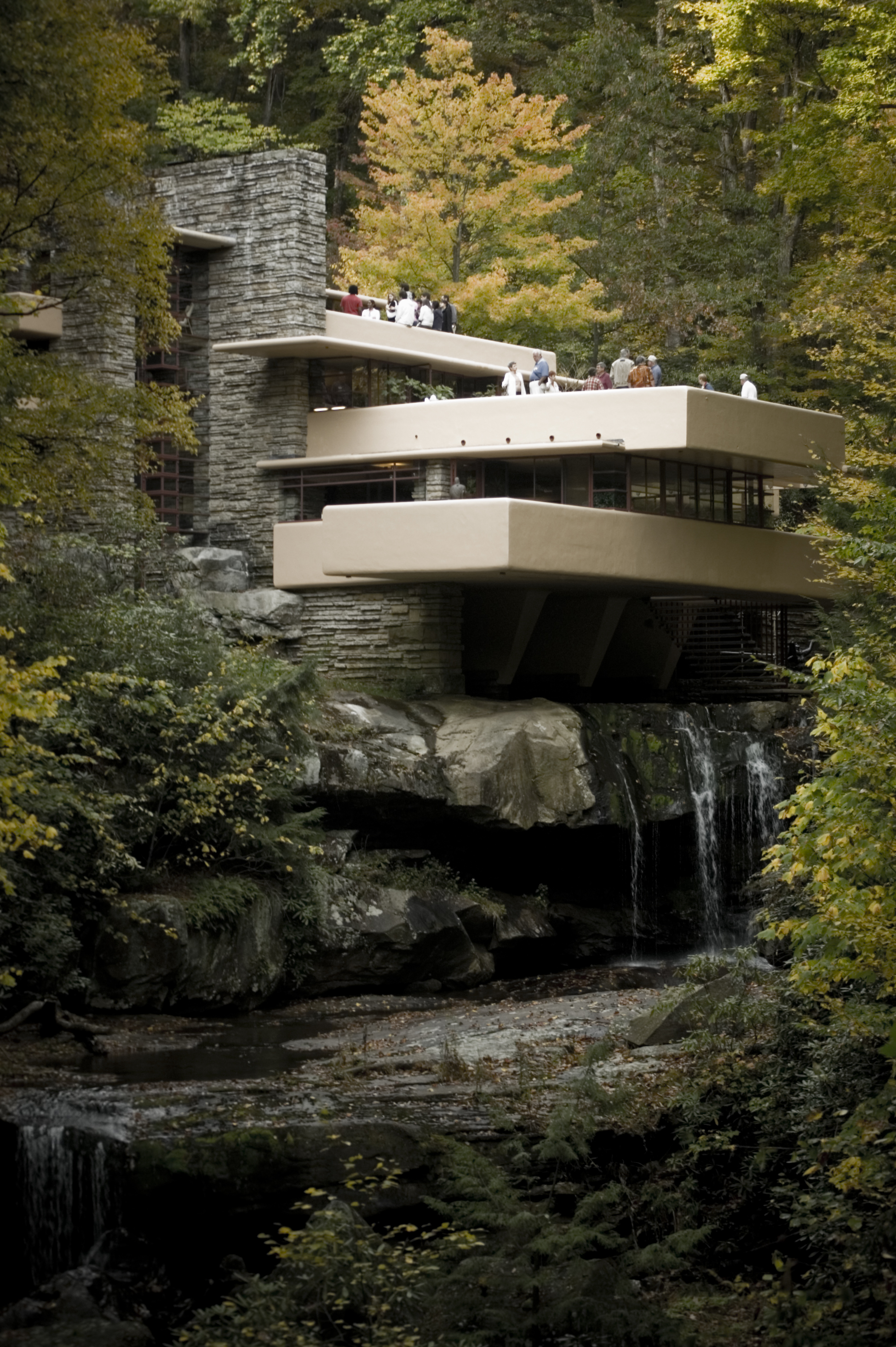
Das Wohnhaus Fallingwater wurde in der zweiten Hälfte der 1930er Jahre nach Plänen von Frank Lloyd Wright errichtet und ist heute ein Museum.

Ieoh Ming Peis Rock and Roll Hall of Fame wurde 1995 in Cleveland eröffnet.

Amerikanische Architektur ist ungewöhnlich komplex, sowohl im Hinblick auf die unterschiedlichen Traditionen, die ihren Einfluss hatten, als auch in der Verschiedenheit der Baustile. Als die ersten europäischen Siedler ins Land kamen, hatten die Ureinwohner ihre eigenen architektonischen Strukturen entwickelt, zum Beispiel das Pueblo, der Hogan, das Langhaus und das Tipi.
Im 18. Jahrhundert war die Architektur vor allem pragmatisch. Verschiedene Stile entwickelten sich, beeinflusst von den Traditionen, die die Einwanderer mitbrachten, und regionalen Gegebenheiten.
Das 19. Jahrhundert erlebte eine außergewöhnliche Urbanisierungsrate. Obwohl es keine öffentlichen Bauvorschriften gab, entwickelten sich deutlich abgrenzbare Stadtviertel mit eleganten Reihenhäusern, Mehrfamilienhäusern und Mietwohnungen. Mitte des 19. Jahrhunderts zeigte sich der romantische Geist in der Wiederbelebung verschiedener Baustile, zum Beispiel dem Neogriechischen Stil mit symmetrischen Säulen und der Neogotik mit spitzen, krummen und asymmetrischen Formen. Das Aussehen der Geschäftsviertel änderte sich durch die Erfindung des Wolkenkratzers. Seit den 1880er Jahren experimentierten Architekten und Ingenieure in Chicago und New York mit neuen Bauweisen, um immer größere Höhen zu erreichen. Der Wolkenkratzer ist der unverwechselbarste Beitrag der USA zur Architektur. Der erste Wolkenkratzer der Welt war das Home Insurance Building, das von 1884 bis 1885 in Chicago errichtet wurde. Die elegantesten der frühen Wolkenkratzer stammen von Louis Sullivan, dem ersten großen modernen Architekten Amerikas und dem Lehrer von Frank Lloyd Wright.
In den 1930er Jahren beeinflussten europäische Architekten, die vor dem Zweiten Weltkrieg in die USA emigrierten, die Entwicklung eines strengen, funktionalen Ansatzes, der als anonym und frei von lokalen Traditionen galt und der unter der Bezeichnung Internationaler Stil bekannt wurde. Zu den einflussreichsten gehörten Ludwig Mies van der Rohe und Walter Gropius, beide ehemalige Direktoren der berühmten deutschen Designerschule, dem Bauhaus. Die geometrischen Gebäude fanden sowohl Lob als auch Kritik.
In der Nachkriegszeit wurde die Vielfalt der Architektur noch deutlicher als zuvor. Die Wolkenkratzer erreichten neue Höhen und zeigten zugleich eine außergewöhnliche Vielfalt an Farben und dekorativen Motiven. Die Umnutzung historischer Gebäude wurde zur gängigen Praxis. Eine neue Generation von Architekten nimmt sich heute die Freiheit, alte und neue Elemente in ihre Bauwerke einfließen zu lassen.

## Bildende Kunst

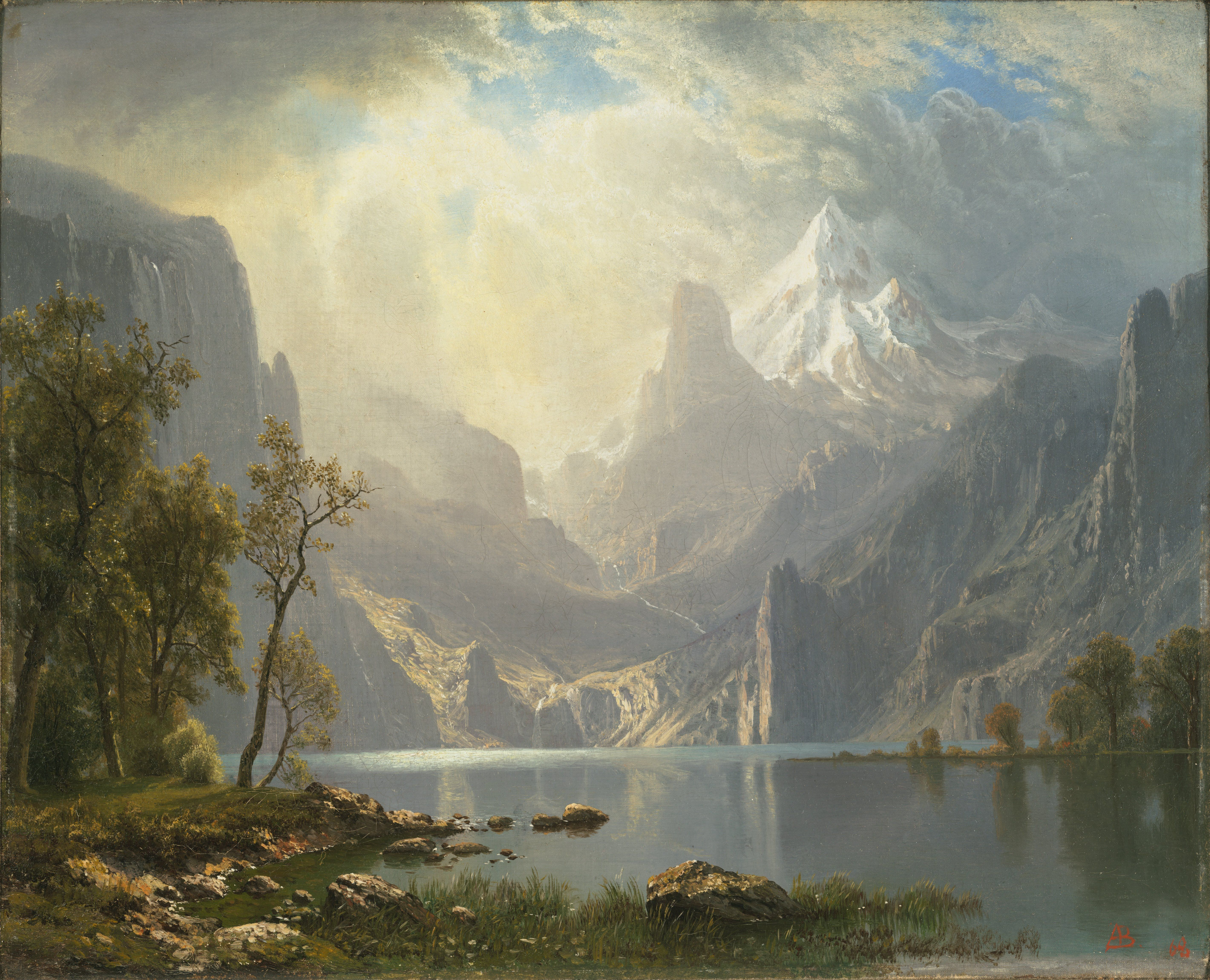
Albert Bierstadt: Lake Tahoe (1868)

Winslow Homer: Breezing Up (1870er)

Die an der National Mall in Washington, D.C. gelegenen Museen und Denkmäler beherbergen eine enorme Sammlung von Kunstwerken und Gegenständen, die Vergangenheit und Gegenwart der amerikanischen Kunstszene und Gesellschaft dokumentieren. Der National Gallery of Art Sculpture Garden, die neueste Attraktion an der National Mall, ist ein Ort zum Ausruhen mit schattigen Bäumen, Wasserläufen und modernen Kunstwerken.
Die erste bekannte amerikanische Schule der Malerei, die Hudson River School, entstand 1820. Wie auch bei Musik und Literatur verzögerte sich eine eigenständige Entwicklung der amerikanischen Bildenden Künste, bis die Künstler erkannten, dass die Neue Welt ihre ureigenen Themen bot. Die Direktheit und Einfachheit der Sichtweise der Hudson River Maler beeinflusste spätere Künstler wie z. B. Winslow Homer, der die ländliche USA in seinen Bildern festhielt. In Thomas Eakins fand das mittelständische Stadtleben seinen Maler, einen kompromisslosen Realisten, dessen unbeirrbare Aufrichtigkeit die Vorliebe der Noblesse für romantischen Sentimentalismus unterlief. Bald wurden kontroverse Elemente zum Stil der amerikanischen Künstler. Schon seit Anfang des 20. Jahrhunderts ist die amerikanische Malerei und Bildhauerei eine einzige Revolte gegen die Tradition. “To hell with the artistic values”, verkündete Robert Henri. Er war führend in der von Kritikern als “ash-can” (Mülleimer) bezeichneten Schule, so betitelt nach den Abbildungen der abstoßenden Aspekte des Stadtlebens, der Ashcan School.
In den Jahren nach dem Zweiten Weltkrieg bildete eine Gruppe junger New Yorker Künstler die erste wahrhaft amerikanische Bewegung, die auch großen Einfluss auf ausländische Künstler haben sollte: den abstrakten Expressionismus. Zu den führenden Kräften der Bewegung zählten Jackson Pollock, Willem de Kooning und Mark Rothko. Die nächste Künstlergeneration bevorzugte eine völlig andere Form der Abstraktion: Arbeiten aus Medienmix. Zu dieser Generation gehörten Robert Rauschenberg und Jasper Johns, die für ihre Kompositionen Fotos, Zeitungsausschnitte und Abfall-Objekte verwendeten. Pop-Künstler wie Andy Warhol, Larry Rivers und Roy Lichtenstein reproduzierten mit satirischer Genauigkeit Alltagsgegenstände und Bilder der amerikanischen Popkultur wie Coca-Cola Flaschen, Suppendosen oder Comics. Eine Art spielerischer Ironie ist wohl der maßgeblichste Beitrag der USA des 20. Jahrhunderts zur Weltkunst, denn neue Werke entstehen hauptsächlich als Beitrag zur fortlaufenden Diskussion über die Definition von Kunst. siehe auch: New York School, Lyrische Abstraktion, Black Paintings.
Die zeitgenössischen amerikanischen Künstler wollen sich nicht auf Schulen, Stile oder ein einziges Medium festlegen. Amerikanische Kunst ist nicht mehr einfach durch Geografie, Herkunft oder einen Standpunkt bestimmt. Die Globalisierung der Märkte, die Leichtigkeit weltweiter Kommunikation und das nomadische Umherziehen von Künstler von Land zu Land haben stattdessen zu einer Kunstlandschaft ohne feste nationale Identitäten beigetragen.
Es ist nicht mehr möglich, die moderne amerikanische Kunst als eine Serie formaler Entwicklungen, oder eine aufeinanderfolgende Reihe von Kunststilen zu beschreiben. Die Kunst bietet stattdessen eine Möglichkeit, die mannigfaltigen und widersprüchlichen Informationen zu filtern, die uns von überall her bombardieren. Die moderne Kunst bedient sich dabei jeder Disziplin, jeder Kunsttradition und Präsentationsweise und wird dadurch genauso komplex, provokativ und intellektuell herausfordernd wie die Welt, in der sie entsteht.

## Musik
Jeder Staat hat in den Vereinigten Staaten Staatslieder.

### Klassische Musik
Die Entwicklungsgeschichte der Künste in den USA wird durch zwei starke Inspirationsquellen und die daraus entstehende Spannung gekennzeichnet: europäische Kultiviertheit und einheimische Originalität. Bis Ende des 19. Jahrhunderts existierte in den USA keine im eigentlichen Sinne eigenständige klassische Musik, das heißt Sinfonie, Oper, Kammermusik, Sonaten etc. Noch im Jahre 1895 fordert der Komponist Antonín Dvořák seine amerikanischen Kollegen auf, einheimische Quellen als Inspiration und Material zu nutzen. Als Beispiel des Machbaren bot er seine 9. Sinfonie ('Aus der Neuen Welt') an, die von geistlicher Musik und indianischen Rhythmen inspiriert ist.
Anfang des 20. Jahrhunderts begannen amerikanische Komponisten eine beachtliche Vielfalt ausgeprägt amerikanischer Klassik zu kreieren. Inspiriert wurden sie unter anderem vom Wunsch der Einwanderer nach Assimilierung, politischem Isolationismus, von den aufregenden Rhythmen des Jazz und von einer „can-do“-Mentalität. Komponisten wie George Gershwin und Aaron Copland verbanden Melodien und Rhythmen der Neuen Welt mit europäischen Musikformen. Charakteristika der Komposition im größeren Teil des 20. Jahrhunderts, und besonders für die Zeit nach dem Zweiten Weltkrieg, sind Experimentierfreude und die fortwährende Suche nach neuen Systemen wie Musik geschrieben werden kann, nach neuen Formen und neuen Stilen. Charles Ives (1874–1954) gilt vielen als „erster“ genuin amerikanischer Komponist.
Die Aufführung des Stückes „Leonora“ von William Henry Fry 1845 gilt als die erste bekannte Aufführung einer Oper eines amerikanischen Komponisten. Viele der frühen amerikanischen Opern verwendeten klassische europäische Inhalte, aber Ende des 19. Jahrhunderts wendeten sich Komponisten zunehmend amerikanischen Themen zu. Heute gedeiht die – alte wie neue – Oper; aber da die Inszenierungen sehr kostenintensiv sind, sind die Opernhäuser auf Mäzene (Privatleute oder Unternehmer) angewiesen.
Seit Charles Ives setzten extrem neue und experimentelle Stile ein. Einige Komponisten, wie Edgar Varèse, lehnten traditionelle Melodien und Harmonie vollständig ab, während andere, wie beispielsweise John Cage, mit elektronischer Musik und Naturklängen experimentierten. Harry Partch baute sein eigenes Instrumentarium und experimentierte in seiner von asiatischen Kulturen geprägten Multimediamusik mit neuartigen Stimmungen und Henry Cowell war neben seiner kompositorischen Experimente eines der wichtigsten Theoretiker der musikalischen Avantgarde. Sowohl Varese als auch Cage als auch die Vertreter der Minimal Music übten großen Einfluss auf zeitgenössische Komponisten aus, nicht nur im Bereich der Klassik, sondern auch im Hinblick auf andere Genres. Einige Orchesterdirigenten schaffen es, das traditionsbewusste Publikum bei Laune zu halten und ihm dabei gleichzeitig neue Musikrichtungen nahezubringen. Statt neue Stücke gesondert zu spielen, setzen sie diese neben traditionelleren Stücken aufs Programm.

### Blues und Jazz
Blues ist eine ursprünglich amerikanische Musikart. Sie entstand aus einer Mischung europäischer und afrikanischer musikalischer Traditionen. Den Sklaven war das Musizieren häufig verboten. Einige Sklaven erlernten jedoch europäische Instrumente. Sie übertrugen ihre traditionelle Art des Musizierens auf die europäischen Lieder. Auch in der Kirche war es ihnen gestattet zu singen. Oft nutzten sie religiöse und andere Metaphern, um von ihrem extremen Leid und ihrer Sehnsucht nach Freiheit zu berichten. Der Blues wurde überwiegend im Süden gesungen. Erst in den 1930er und 1940er Jahren verbreitete er sich nach Norden, als viele Schwarze aus dem Süden in den industrialisierten Norden wanderten. In den 1920er Jahren wurde der Blues zunehmend von Jazz-Instrumentalisten verwendet.
Der Jazz gilt als erste genuin amerikanische Musikform. Er hat seine Wurzeln im New Orleans Jazz des frühen 20. Jahrhunderts. Damals bestand er aus einer Mischung von Ragtime, Sklavenliedern und Blasmusik. Kennzeichnend für den Jazz waren insbesondere seine Variationsmöglichkeiten, denn bei Liveauftritten spielten die Musiker einen Song fast nie zweimal gleich, sondern improvisierten mit Veränderungen an Melodie und Text. Jazz blieb von den 1920er bis in die 1940er Jahre die herausragende Richtung der modernen amerikanischen Musik. In den 1930er und 1940er Jahren war die populärste Jazzform der „Big Band Swing“, benannt nach den großen Ensembles, wie sie von Glenn Miller, Benny Goodman oder William „Count“ Basie geleitet wurden.
Ende der 1940er Jahre begann sich das Publikum für eine neue, intellektuellere Form von Instrumentaljazz zu begeistern, den Bebop. Die Epoche des Rhythm & Blues dauerte von den späten 1940er Jahren bis zu den frühen 1960er Jahren. Rhythm & Blues war eine Kombination aus Jazz und anderen Musikstilen mit lyrischen Inhalt, akustischen Gesten und dem Format des Blues. Durch die Verschmelzung von Rhythm & Blues und Countrymusik in der Mitte der 1950er Jahre entstand der Rock and Roll. Mitte der 1960er Jahre wandelte sich Rhythm & Blues zu Soul. In den 1970ern experimentierten viele Jazzmusiker mit elektronischen Musikinstrumenten und schafften Fusion, eine Mischung aus Rock und Jazz.
Ein weiterer stark von afro-amerikanischer Tradition geprägter Musikstil wurde in den 1960er Jahren populär: Eine Mischung aus Rhythm & Blues und Gospel wurde als Soul bekannt.

### Rock, Country und Folk
Anfang der 1950er Jahre verlor der Jazz für die breite Masse an Anziehungskraft. Eine neue Form der modernen Musik entstand aus dem Rhythm & Blues: Rock and Roll – Songs mit starken Beats und provokativen Texten. Um die neue Musik dem konservativen Publikum näher zu bringen, begannen weiße Musiker, Rhythm-&-Blues-Songs mit einem weniger starken Beat und etwas zurückhaltenderen Texten zu spielen. Zu Beginn seiner Karriere kopierte auch Elvis Presley schwarze Sänger. Einer seiner ersten großen Hits, „Hound Dog“, stammt von der Bluessängerin Big Mama Thornton. Bald sang Presley jedoch seine eigenen Stücke, die ihm von einer neuen Generation von Rock & Roll Songwritern geliefert wurden.
In den 1950er und 1960er Jahren kam die urbane Folkmusik auf. Sie orientierte sich an der Folk- und Countrytradition, die auf Balladen aus Schottland, England und Irland basierte und in den 1920er und 1930er Jahren auch auf Platte gepresst wurde. Eine junge Generation griff diese Tradition auf. Oft wurden in den Liedern die aktuelle politische und soziale Situation hinterfragt, wie es beispielsweise Bob Dylan oder Joan Baez. So wurde vor allem die Verweigerung der Bürgerrechte für schwarze Amerikaner und das amerikanische Engagement im Vietnamkrieg in solchen Protestsongs angeklagt. Der Graben zwischen den Rock-Enthusiasten und den Folk-Puristen wurde offensichtlich, als Dylan beim Newport Folk Festival 1965 ausgebuht wurde, weil er auf einer elektrischen Gitarre spielte. Dylan ließ sich jedoch nicht beirren und es kam zu einer Vermischung von Rock und Folk.
In den späten 1960er, frühen 1970er Jahren wurden von jungen Musikern auch wieder traditionelle Countryelemente in die Rockmusik aufgenommen. Im Gegensatz zum Blues, der in den Bevölkerungsschichten, aus denen er stammt, nicht mehr populär ist, sind ursprüngliche Form der Countrymusik, vor allem Bluegrass bis heute als eine Art „Volksmusik“ vor allem im Süden der USA populär. Die moderne Countrymusik entwickelte sich in den 1920er Jahren mit dem Beginn der kommerziellen Musikvermarktung, etwa zeitgleich mit der zunehmenden Migration der Landbevölkerung in die Städte. Sie entwickelte sich zu einer populären, auch international beliebten Musikrichtung, die jedoch noch immer sehr stark mit der Ästhetik und den Wertevorstellung in den amerikanischen Südstaaten verbunden ist.

### Musik heute
Aufgrund ihrer Komplexität und Vielfältigkeit ist es kaum möglich, eine einfache Beschreibung der zeitgenössischen Musikszene zu geben. Es gibt inzwischen hunderte von Musikrichtungen. Neue Stilrichtungen wie Folk, Salsa, New Wave, Funk, Reggae, Heavy Metal, Punk, Rap, Hip-Hop, Acid Jazz und World Music sind entstanden.
Aus Disco, ein in den 1970er Jahren beliebten Tanzmusikstil mit sich wiederholenden Rhythmen, der auf Soul und Funk basiert, entwickelten sich Rap, Hip-Hop und House. Rap wurde durch afro-amerikanische und lateinamerikanische Künstler in New York City in der Mitte der 1970er Jahre begründet. Rap und Hip-Hop haben die Musikszene der 1980er und 1990er Jahre nachhaltig geprägt. In den Armenvierteln der Großstädte entstanden, ersetzt der Rap gesungene Melodien mit rhythmisch schlagkräftigen und größtenteils gereimten Sprechgesang, der von einem eindringlichen Beat begleitet wird. Hip-Hop benutzt viele derselben Merkmale, wird aber mehr vom Tanz als der Textbotschaft angetrieben. Beide Stile haben afro-amerikanische Wurzeln, wurden jedoch schnell von weißen Interpreten aufgegriffen und finden sich heutzutage überall.
In den 1990er Jahren entstanden verschiedene „alternative“ oder „Independent“-Musikstile wie beispielsweise Grunge. Techno, ein Musikstil der ebenfalls in den 1990er Jahren beliebt wurde, verbindet computergenerierte, discoartige Rhythmen mit digitalen Mustern.
In der zeitgenössischen populären Musik vermischen sich die einzelnen Stile sehr stark. Im Zeitalter der Massenmedien, vor allem von Radio, Fernsehen, CD und Internet, lassen sich die verschiedenen Musikstile leicht verbreiten und reproduzieren. Die Globalisierung führt einerseits zu einer Homogenisierung einer Massenkultur beispielsweise über den Musikfernsehkanal MTV, aber es entsteht auch eine Vielzahl diversifizierter neuer Trends durch das Aufeinandertreffen verschiedenster Musikeinflüsse. Musiker orientieren sich zunehmend weltweit an anderen Musikstilen, greifen aber auch ihre lokalen Traditionen wieder auf, um sich von der Masse abzusetzen. Ein neues Genre, „World Music“ entstand. Der Begriff bezeichnet ethnische Musikstile, die an populäre westliche Hörgewohnheiten angepasst werden, beispielsweise in dem sie mit gängigen westlichen Musikstile vermischt werden.

## Tanz
Der amerikanische Theater-Tanz wurde immer von einer Mischung einheimischer und importierter Elemente inspiriert. Während des 18. und 19. Jahrhunderts fand Tanz überwiegend im privaten und kommunalen Rahmen statt, selten im Theater oder auf der Bühne. Tanz spielte allerdings bei öffentlichen Feiern, Unterhaltung und Schauspielen eine Rolle. Die frühe Theater-Unterhaltung beinhaltete auch Volkstänze. Historiker datieren die Entstehung des amerikanischen Tanzes traditionell auf das Ende des 19. Jahrhunderts, als sich einheimische Institutionen und Künstler etablierten.
Bis ins 20. Jahrhundert konnten Tänzer professionell nur auf der populären Bühne arbeiten – in Musikhallen, im Rahmen von Possen und im Variete. Varietes zeigten Stepp- und Spitzentanz, komische und moralische Tanzsketche, Adagioteams, Gesellschaftstänze, Skirt Dancing, artistischen oder interpretierenden Tanz und besondere Aufführungen in unterschiedlichen ethnischen Stilen. Und obwohl in den USA das erste Ballett 1735 vom britischen Tanzlehrer Henry Holt aufgeführt wurde, war es bis ins 20. Jahrhundert nur wenigen permanenten Einrichtungen möglich, ein Ballett aufzuführen. Ballett blieb eine hochrangige Ergänzung zu anderen Unterhaltungsformen oder der Oper.
Im frühen 20. Jahrhundert führten tourende europäische Tänzer die amerikanischen Zuschauer erstmals auf breiter Basis in das klassische Ballett ein. Die 1930er Jahre waren eine Zeit des Experimentierens. Amerikanisches Ballett wurde stark von den kreativen und ästhetischen Einflüssen der international anerkannten Choreographen George Balanchine, Anthony Tudor und Jerome Robbins geprägt. Alle drei standen in Verbindung mit einem der beiden führenden Ballettensembles der USA, der School of American Ballet, gegründet 1934, und seit 1948 als New York City Ballet bekannt, und dem 1940 gegründeten American Ballet Theater. Heute ist die amerikanische Ballettszene eine Mischung aus wiederbelebten Klassikern und neuen Werken.
Anfang des 20. Jahrhunderts entstand eine neue, typisch amerikanische Kunstform – der Moderne Tanz (Modern Dance). Er umfasst eine Vielzahl von Tänzern, Choreographen und Tanzstilen. Das verbindende Element besteht eher aus einer bestimmten Herangehensweise und Einstellung als in einem einheitlichen Stil. Der Moderne Tanz, als ganzheitliches Medium des Ausdrucks, erlaubt es dem Künstler seine eigene Sichtweise der Welt zu projizieren, und sie durch die eigenen körperliche Präsenz und Form auszudrücken. Zu den ersten Vertreterinnen dieser Gattung zählte Isadora Duncan, die unstrukturierte Bewegungen an die Stelle der Positionen des klassischen Balletts setzte. Die in New York ansässige Dance Company von Martha Graham ist wahrscheinlich die bekannteste Vertreterin des modernen Tanzes. Spätere Choreographen suchten nach neuen Ausdrucksformen. Bei Merce Cunningham war es das Einflechten von Improvisationen und Zufallsbewegungen in die Darbietungen. Alvin Ailey integrierte Elemente des afrikanischen Tanzes und schwarzer Musik. Choreografen wie Mark Morris und Liz Lerman setzten sich über die Konvention hinweg, Tänzer müssten jung und schlank sein. Ihrer Meinung nach – und das spiegelt sich auch in ihrer Rekrutierungspraxis und ihren Aufführungen wider – sind graziöse, aufregende Bewegungen weder auf ein bestimmtes Alter noch eine bestimmte Körperstatur beschränkt.
Aber vielleicht ist es die Westküste der Vereinigten Staaten, mit ihrem besonderen Einfluss der pazifischen Randgebiete, wo der moderne Tanz zur Zeit seine originellste Entwicklung genommen hat. Patrick Makuakane, der in San Francisco und Los Angeles arbeitet, hat der Welt des hawaiischen Tanzes Hula mit seiner einzigartigen Kompanie Na Lei Hulu I Ka Wekiu eine neue Facette hinzugefügt. Die ebenfalls in San Francisco arbeitende Lily Cai Chinese Dance Company kreiert eine einzigartige amerikanische Mischung aus traditionellen chinesischen Bühnenbildern, internationalem Pop und innovativem post-modernem Tanz. Robert Moses ist der jüngste und innovativste Vertreter der afro-amerikanischen Tradition. Seine Kompanie Robert Moses’ Kin, mischt in neuen Werken Jazz, Blues, Raplyrik und die Sprache der Straße mit lässigen Bewegungen und einer strikten postmodernen Syntax, die zusammen einen Ausschnitt des afro-amerikanischen Lebens zeigen, eine universelle Botschaft des Tanzes übermitteln und, vielleicht vor allem, ein fesselndes Theatererlebnis sind.

## Theater
Der Anfang des amerikanischen Theaters wird traditionell auf die Ankunft von Lewis Hallams English Troupe in Williamsburg 1752 datiert. Nach dem Unabhängigkeitskrieg expandierten die Theaterkünste langsam. Theater wurden in Charleston mit dem ersten Theatergebäude (Dock Street Theater), Philadelphia, Newport, New York und Boston gebaut. Das bis dahin größte Theater der USA, das Stanley-Theater wurde am 24. März 1928 In Jersey City eröffnet.
Theater waren im frühen 19. Jahrhundert weit verbreitet und die zwei Jahrzehnte vor und nach der Jahrhundertwende können als die goldenen Jahre des Theaters bezeichnet werden. In der zweiten Hälfte des 19. Jahrhunderts boten Theater ein vielfältigeres Angebot und spezialisierten sich zugleich. Die Zuschauer konnten zwischen klassischem Theater, Ballett, Variete, Posse und Oper wählen. In der zweiten Hälfte des 19. Jahrhunderts entwickelten sich das Variete. Seit den frühen 1940er Jahren bildete sich das sehr populäre Genre der Minstrel Shows heraus, in welchem schwarz-geschminkte Schauspieler afroamerikanische Stereotype parodierten. Zwischen den 1880er und den 1930er Jahren sprach das Variete mit seiner Mischung von Musik, Komödie, neuen Nummern und Satire, eine große Anzahl von Zuschauern an.
Die Entwicklung des Films veränderte die Theaterszene und Anfang der 1920er Jahre hatte das Theater sein Massenpublikum verloren. Auch wenn Hollywood dem Theater sein Massenpublikum entzog, so ermöglichte diese Entwicklung aber zugleich den Theatern ihre Stärken zu zeigen. Der Beginn des 20. Jahrhunderts sah eine Wende hin zu ernstem Drama und innovativer Bühnenkunst. Während der Weltwirtschaftskrise wurde ein vorher nicht gesehenes soziales und politisches Bewusstsein auf der Bühne gezeigt. Die Unterdrückung von Arbeitern und Einwanderern wurde öffentlich angeprangert (vergleiche Great Depression). In den 1960er und 1970er Jahren gaben off- und off-off-Broadway Gruppen politische Kommentare (beispielsweise MacBird, 1967).
Die musikalische Bühne des 20. Jahrhunderts ist der erfolgreichste Theaterexport des Landes. Theater wurde seit der Kolonialzeit von Musik begleitet, aber einheimische Werke entstanden erst in den 1780er Jahren. 1866 wurde The Black Crook aufgeführt, das erste amerikanische Musical. Gesang, Tanz und Unterhaltung wurden auf ein vorhandenes Volksstück verpflanzt. Gegen Ende des 19. Jahrhunderts umfasste die amerikanische Musikbühne eine große Anzahl von Genres: Operette, thematische Musicals und Revues, die ihre Wurzeln in den „Minstrel Shows“ hatten. Nach dem Ersten Weltkrieg begann für den Broadway ein goldenes Zeitalter. Obwohl Tanz immer ein Teil des Musicals gewesen war, wurde er erst in den 1930er Jahren enger mit der erzählten Geschichte verbunden. Seit der Produktion von „West Side Story“ im Jahr 1957 ist Tanz ein integraler Teil der Geschichte. Darsteller müssen nun singen, tanzen und schauspielern – ein dreifaches Talent ist für die meisten Shows unabdingbar. Rock ’n’ Roll hat allerdings den Broadway als Trendsetter für die amerikanische Popmusik verdrängt.
Heute kann das amerikanische Theater in drei Kategorien unterteilt werden. Zum einen gibt es weiterhin Broadwayproduktionen und viele der etwa 50 neuen Stücke pro Saison werden zuerst im Theaterviertel von New York City aufgeführt. Im Laufe der Jahre beschritt die New Yorker Theaterszene aber auch völlig neue Wege, die unter dem Namen „Off-Broadway“ und „Off-Off-Broadway“ bekannt sind. Diese Shows finden an kleinen Bühnen statt, können aber, was die professionellen Fertigkeiten angeht, durchaus mit den besten Broadway-Aufführungen mithalten. Zum anderen produzieren viele gute regionale Theater die besten Neuaufführungen. Sie werden von Firmen, Stiftungen und der Regierung unterstützt, und für manche Kritiker sind die regionalen Theater die größte Hoffnung für amerikanisches Theater. Als drittes unterstützen Universitäten Theaterprogramme.
Es gab eine Zeit, da neue amerikanische Theaterstücke typischerweise am Broadway Premiere hatten. Seit einigen Jahren gibt es jedoch bei der Förderung neuer amerikanischer Bühnenstücke ein gesundes Geben und Nehmen zwischen den kommerziellen Theatern und ihren nicht-kommerziellen Pendants, auch oft ansässige (resident) oder Regionaltheater genannt. Einige neue Stücke beginnen im kommerziellen Bereich und fließen in die nicht-kommerziellen Regionaltheater, andere gehen den umgekehrten Weg. Diese zwei Branchen der amerikanischen Theaterindustrie, die stets auf der Suche nach neuen Produkten sind, bereichern sich heute gegenseitig in gleichem Maße.
In der Tat stimmt das alte Vorurteil von kommerziellen Produzenten, die als Unternehmer nur nach dem kleinsten gemeinsamen Nenner beim Entertainment suchen, nicht mehr ausschließlich. Heutzutage sind viele kommerzielle Produzenten auch Theaterliebhaber, die nach neuen und progressiven Werken suchen. Und dabei sind sie bereit, auch riskante Theaterstücke, die ihr Interesse wecken, zu unterstützen. Die Musicals mögen immer noch auf dem Broadway regieren, aber er bringt auch einige großartige neue amerikanische Theaterstücke hervor.

## Film
„Laufende Bilder“ sind zwar keine amerikanische Erfindung, doch sie sind der herausragende amerikanische Beitrag zur globalen Unterhaltung. Anfang des 20. Jahrhunderts, als dieses Medium noch sehr neu war, fanden viele Immigranten Beschäftigung in der amerikanischen Filmindustrie. Sie konnten dabei in einem brandneuen Geschäft ihr Glück machen: mit dem Vorführen von Kurzfilmen in Ladentheatern, den Nickelodeons, so getauft nach ihrem Eintrittspreis, einem Nickel (5 Cents). Nach nur wenigen Jahren wandten sich viele ehrgeizige Männer wie Samuel Goldwyn, Carl Laemmle, Adolph Zukor, Louis B. Mayer und die Warner Brothers (Harry, Albert, Samuel und Jack) der Produktionsseite dieses Geschäftes zu. Sehr bald schon avancierten sie zu Leitern einer ganz neuen Form von Unternehmen: den Filmstudios. Die bedeutendsten Studios lagen in Hollywood, einem Stadtteil von Los Angeles in Kalifornien. Dort, in Los Angeles, wird mit dem „Electric Theatre“ im Jahre 1902 das erste Kino der Vereinigten Staaten eröffnet.
Während der so genannten Goldenen Ära Hollywoods in den 1930er und 1940er Jahren produzierten die Studios pro Jahr etwa 400 Filme, die von 90 Millionen Amerikanern pro Woche gesehen wurden. Die Filmproduktion war das große Geschäft und die Filmindustrie machte durch das so genannte Studiosystem ihr Geld. Die großen Filmstudios hatten Tausende von Mitarbeitern auf ihrer Lohnliste und besaßen Hunderte von eigenen Kinos im ganzen Land – Kinos, die ihre Filme zeigten und ständig Nachschub verlangten. Es ist schon beachtlich, wie viel qualitativ hochwertige Unterhaltung in solch einem straff organisierten Prozess entstand. Ein Grund hierfür könnte sein, dass wegen der Vielzahl der produzierten Filme nicht jeder ein großer Hit werden musste.
Das Studiosystem musste sich Ende der 1940er Jahre zwei Einflüssen beugen: (1) einer kartellrechtlichen Maßnahme der US-Regierung, die die Filmproduktion von der Filmvorführung trennte, und (2) der Geburt des Fernsehens. Die Anzahl gedrehter Kinofilme ging drastisch zurück, obwohl das Durchschnittsbudget in die Höhe schnellte, weil Hollywood dem Publikum etwas bieten wollte, was es nicht im Fernsehen zu sehen bekam. Hollywood setzt weiterhin auf Kinohits. Wegen der gigantischen Ausgaben für Schauspielergagen, Studioleitung und Agenten werden Filme heute entweder riesige Kassenschlager oder völlige Flops, je nachdem wie stark sich die immensen Ausgaben mit dem Geschmack des Publikums decken.
Von den späten 1960er bis zum Ende der 1970er Jahre erlebte die amerikanische Filmproduktion eine erstaunliche Renaissance. In kaum einer anderen Zeit beeinflussten amerikanische Regisseure mit ihren Filmen so sehr die Erfahrungen und Werte ihrer Zuschauer. Ein Grund für diese Renaissance war die Tatsache, dass mit der Entstehung einer Gegenkultur die großen Hollywood Studios sich unsicher waren, welche Filme Gewinn bringen würden oder was die jungen Zuschauer, die in den 1960er Jahren erwachsen wurden, sehen wollten. In den 1980er Jahren schien viel dieses filmischen Ideenreichtums zu verschwinden.
Obwohl die Filme der letzten 15 Jahre hauptsächlich von Hollywood finanziert wurden, sind sie doch extrem „off-beat“, das heißt schräg, und zeugen von der Vielseitigkeit der amerikanischen Filmkunst. Ein wichtiger Grund für diesen Eklektizismus ist der Einfluss von finanzstarken, teilweise unabhängigen Studios wie Sony Pictures Classics und DreamWorks, die sich auf die Produktion und den Verleih von Avantgarde-Filmen spezialisieren. Und kein Studio ist einflussreicher und erfolgreicher in der Förderung von innovativen amerikanischen sowie ausländischen Filmen wie Miramax von Harvey Weinstein.
Während also amerikanische Filme zweifellos kommerziell sind, so widerspricht doch der Wunsch, Gewinn einzuspielen, an sich nicht dem Wunsch, einen originellen und provokanten Film zu machen. Tatsächlich sind einige der unvergesslichsten amerikanischen Filme der letzten 40 Jahre, von „The Godfather“ bis „The Hours“, sowohl kommerziell erfolgreich als auch künstlerisch anspruchsvoll gewesen.

## Förderung der Künste
Es gibt in den Vereinigten Staaten kein zentrales Kultusministerium, das eine landesweite Kulturpolitik vorgibt. In dieser Tatsache spiegelt sich die Überzeugung wider, dass es wichtige Bereiche im gesellschaftlichen Leben gibt, bei denen die Regierung nur eine kleine oder gar keine Rolle spielen sollte. Die zwei nationalen Stiftungen für Kunst und Geisteswissenschaften – National Endowment for the Arts (NEA) und National Endowment for the Humanities (NEH) – unterstützen mit Zuschüssen sowohl einzelne Künstler und Wissenschaftler als auch Institutionen, die im Bereich der Kunst und Geisteswissenschaften tätig sind. Während das Budget der NEA, das sich 2003 auf $115 Millionen Dollar beläuft, verhältnismäßig bescheiden ist, verglichen mit der Kulturförderung anderer Länder, so machen von jeher private Spenden den Großteil der Kulturförderung aus. Diese privaten Spenden wurden für das Jahr 2002 auf ungefähr $12,1 Milliarden Dollar geschätzt. Während ihres 40-jährigen Bestehens hat die NEA ihre Gelder dazu benutzt, um private Schenkungen zu ermutigen, und dadurch allen Amerikanern einen Zugang zu den Künsten und Geisteswissenschaften zu ermöglichen.